# Frea grisescens
Frea grisescens là một loài bọ cánh cứng trong họ Cerambycidae.